# Johannes-Nepomuk-Kirche (Lorüns)

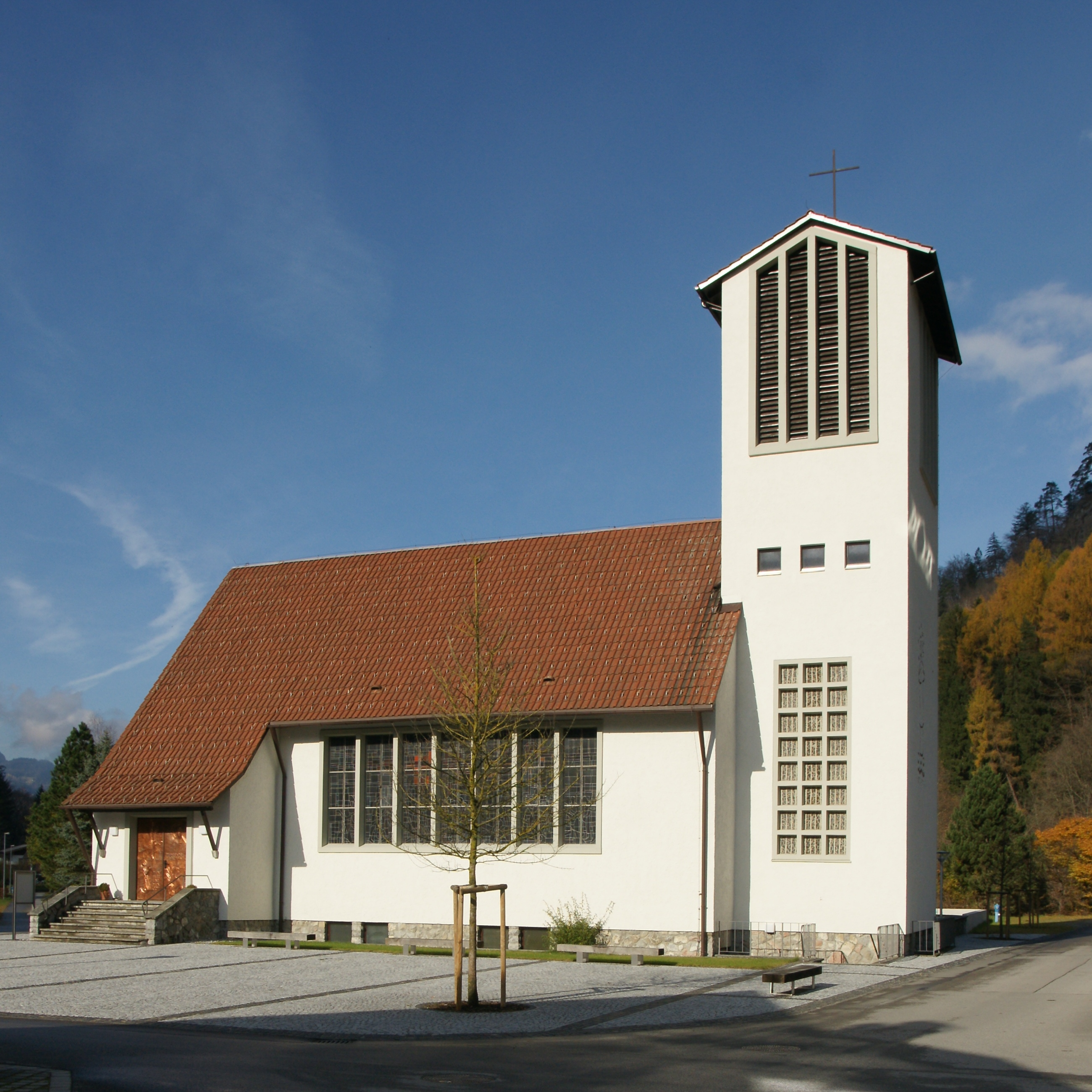
Katholische Filialkirche hl. Johannes Nepomuk in Lorüns

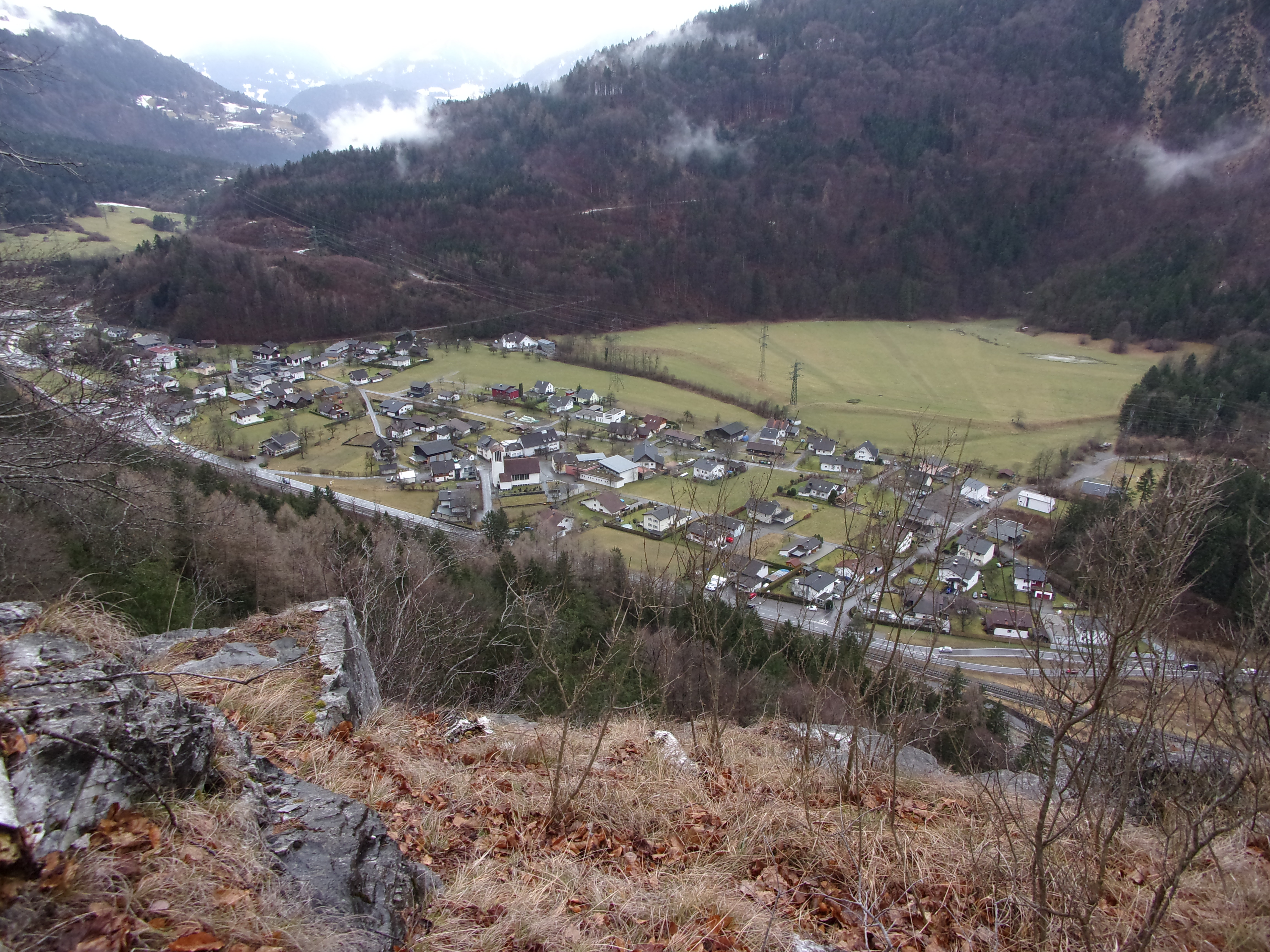
Lorüns mit St. Nepomuk, vom Diebsschlößle aus aufgenommen

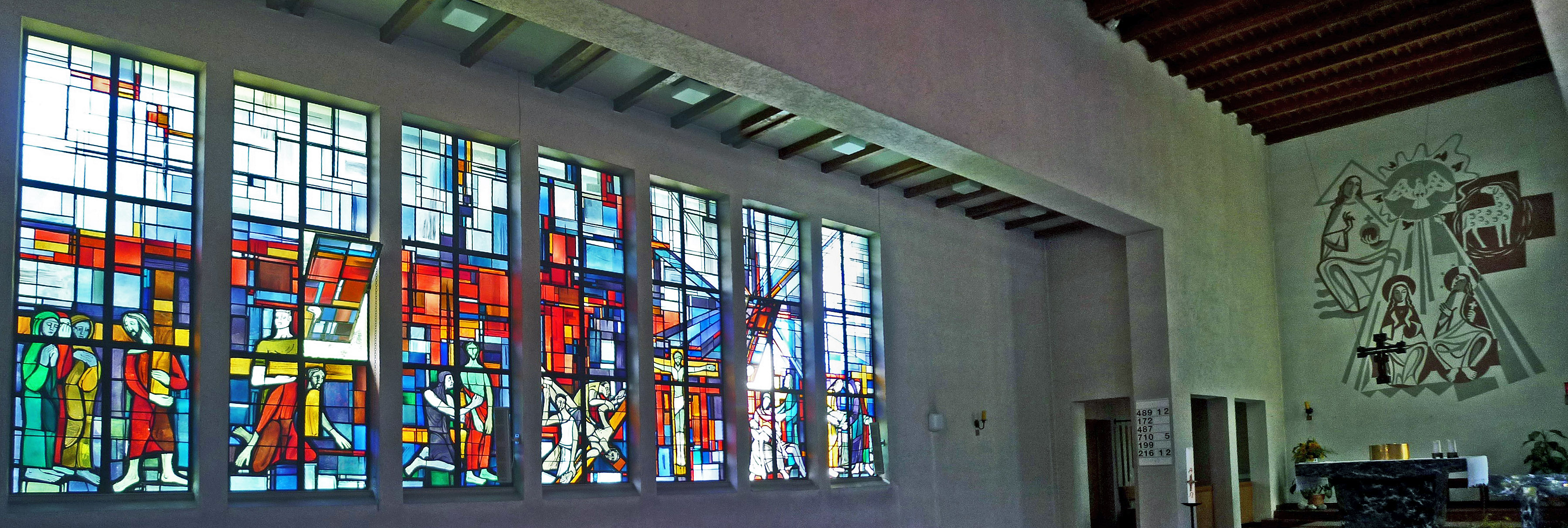
Kircheninneres

Die Filialkirche Lorüns steht in der Gemeinde Lorüns im Bezirk Bludenz in Vorarlberg. Die auf das Patrozinium Johannes Nepomuk geweihte römisch-katholische Filialkirche der Bludenzer Heilig-Kreuz-Kirche gehört zum Dekanat Bludenz-Sonnenberg der Diözese Feldkirch. Die Kirche steht unter Denkmalschutz (Listeneintrag).

## Geschichte
Um 1500 stand in Lorüns eine Kapelle, die wegen der Gefährlichkeit der Ill für den Ort dem Johannes Nepomuk geweiht war. Diese wurde 1820 erweitert. Im 20. Jahrhundert wurde von Kapuzinern und Kaplänen aus Bludenz begonnen in der Kapelle an Sonntagen Messen zu halten.
Da die Kapelle des Ortes Lorüns zu klein und feucht war, wurde 1934 nach Fertigstellung der Heilig-Kreuz-Kirche in Bludenz, mit der Gründung eines Kirchenbauvereins ein Neubau betrieben. Erst nach dem Zweiten Weltkrieg konnte im Jahre 1956 mit der Errichtung der Kirche nach den Plänen des Architekten Otto Linder begonnen werden. Am Heiligen Abend des Jahres 1960 wurde die erste Messe mit Pfarrer Dekan Adolf Ammann in der neuen Kirche gefeiert. Die Weihe der Kirche geschah am 7. Juni 1964 durch Weihbischof Bruno Wechner.

## Kirche
Der Saalraum hat Flachdecken aus Holz, in der Mitte erhöht.

### Ausstattung
Das Sgraffito Christus an der Altarwand schuf Hubert Fritz. Die Glasmosaikfenster wurden in den Jahren 1963 bis 1964 eingebaut und sind von den Malern Hubert Berchtold und Romuald Hengstler. Die aus getriebenen Kupfer angefertigten Portaltüren mit Motiven des hl. Johann Nepomuk, Christ-König und des Brennenden Dornbuschs schuf der Bildhauer Josef Baumgartner. Das Bronzerelief „Hochzeit zu Kana“ in der rechten Altarraumnische, gegossen von der Firma Grassmayr, schuf Hubert Berchtold.

#### Orgeln
Es wurde eine Orgel von Anton Behmann aus 1878 mit Teilen der Orgeln von Warth 1791 und Schnepfau 1831 genannt. Die jetzige „Orgel“ ist eine elektronische Kirchenorgel der Fa. Ahlborn (Modell SL 109, zweimanualig mit Vollpedal).

#### Glocken
Die älteste und kleinste Glocke ist von 1768 und stammt von Johann Heinrich Ernst. Des Weiteren enthält der Turm vier Stahlglocken von 1920 der Böhler-Stahlwerke Kapfenberg. Diese stammen aus der Vorgängerbau der 1962 geweihten Pfarrkirche Altach und wiegen 840, 406, 306 und 130 kg. Als die Altacher Kirchengemeinde ein neues, großes Bronzegeläut für ihren Neubau von 1962 anschaffte, schenkte sie die vier Stahlglocken der Lorünser Kirche.